# Frederick Schmidt
Frederick Schmidt (Londres, Inglaterra, 1984) es un actor británico que ha aparecido en películas como Misión: Imposible - Fallout (2018), Angel Has Fallen (2019) y Misión imposible: sentencia mortal - Parte 1 (2023).

## Carrera

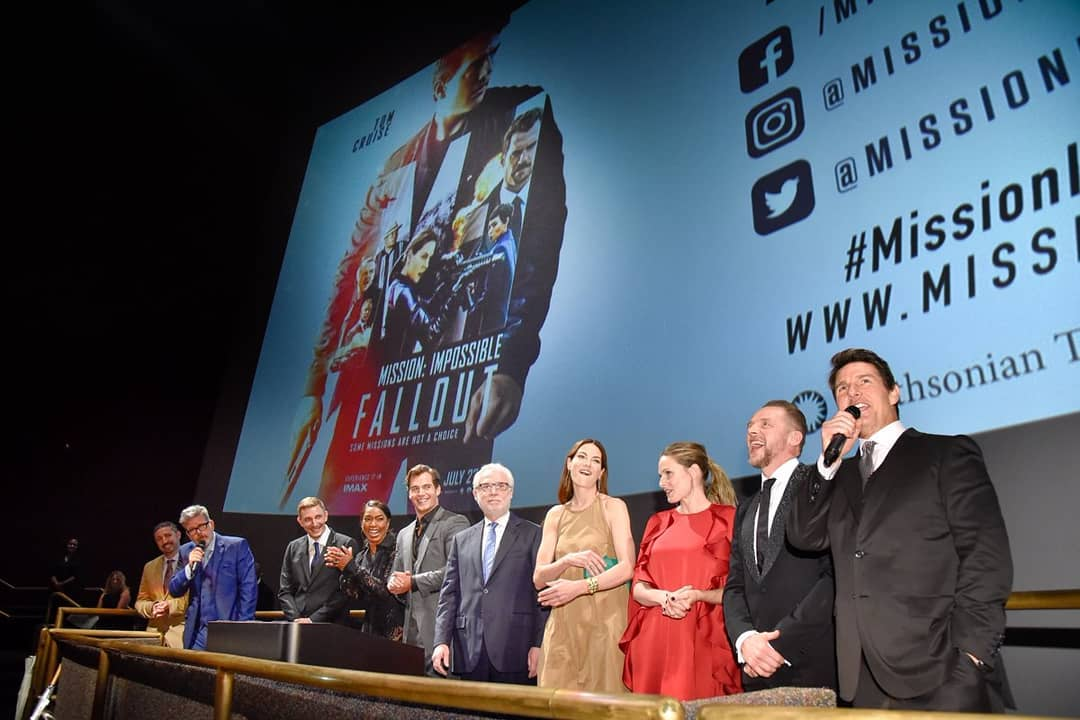
Tom Cruise,Christopher McQuarrie, Rebecca Ferguson, Simon Pegg, Michelle Monaghan, Henry Cavill, Angela Bassett, Frederick Schmidt y Wolf Blitzer en el estreno de Mission: Impossible - Fallout.

En los inicios de su carrera, protagonizó numerosas películas británicas. En Misión: Imposible - Fallout (2018), aparece junto a Tom Cruise. En Angel Has Fallen (2019), interpreta al ayudante de Wade Jennings. También protagoniza la serie de televisión Supergirl, en la que interpreta a Metallo.